# Démographie de la Slovénie
Au 1er janvier 2017, la Slovénie comptait 2 065 895 habitants.

## Évolution de la population

### De 1960 à 2015
| Année | Population (au 1er janvier) | Naissances | Taux de natalité (‰) | Taux de fécondité (enfants par femme) | Décès  | Taux de mortalité (‰) | Taux de variation naturelle (‰) | Solde migratoire | Croissance démographique (‰) |
| ----- | --------------------------- | ---------- | -------------------- | ------------------------------------- | ------ | --------------------- | ------------------------------- | ---------------- | ---------------------------- |
| 1960  | 1 580 535                   | 27 825     | 17,6                 |                                       | 15 145 | 9,6                   | 8,0                             | - 4 311          | 5,3                          |
| 1965  | 1 638 227                   | 30 587     | 18,5                 |                                       | 15 987 | 9,7                   | 8,9                             | 7 265            | 13,3                         |
| 1970  | 1 717 995                   | 27 432     | 15,9                 |                                       | 17 353 | 10,1                  | 5,8                             | 3 713            | 8,0                          |
| 1975  | 1 778 454                   | 29 786     | 16,6                 |                                       | 18 180 | 10,1                  | 6,5                             | 18 647           | 16,9                         |
| 1980  | 1 893 064                   | 29 902     | 15,7                 |                                       | 18 820 | 9,9                   | 5,8                             | 5 420            | 8,7                          |
| 1985  | 1 936 839                   | 25 933     | 13,4                 |                                       | 19 854 | 10,2                  | 3,1                             | 3 524            | 4,9                          |
| 1990  | 1 996 377                   | 22 368     | 11,2                 | 1,46                                  | 18 555 | 9,3                   | 1,9                             | - 245            | 1,8                          |
| 1995  | 1 989 477                   | 18 980     | 9,5                  | 1,29                                  | 18 968 | 9,5                   | 0,0                             | 777              | 0,4                          |
| 2000  | 1 987 755                   | 18 180     | 9,1                  | 1,26                                  | 18 588 | 9,3                   | - 0,2                           | 2 747            | 1,2                          |
| 2005  | 1 997 590                   | 18 157     | 9,1                  | 1,26                                  | 18 825 | 9,4                   | - 0,3                           | 6 436            | 2,9                          |
| 2010  | 2 046 976                   | 22 343     | 10,9                 | 1,57                                  | 18 609 | 9,1                   | 1,8                             | - 521            | 1,6                          |
| 2015  | 2 062 874                   | 20 641     | 10,0                 | 1,57                                  | 19 834 | 9,6                   | 0,4                             | 507              | 0,6                          |

### Projection démographique
L'évolution probable de la taille et de la structure de la population fait l'objet d'une projection tenant compte des tendances actuelles de l'évolution de la population avec comme année de référence 2015 :
| Année             | Population (au 1er janvier) - Projection de référence |
| ----------------- | ----------------------------------------------------- |
| 2020              | 2 075 778                                             |
| 2030              | 2 080 145                                             |
| 2040              | 2 066 086                                             |
| 2050              | 2 045 090                                             |
| 2060              | 2 000 454                                             |
| 2070              | 1 956 522                                             |
| 2080              | 1 938 449                                             |
| Source : Eurostat |                                                       |

## Composition culturelle
La plus grande partie de la population (plus de 88 %) de la Slovénie est slovène. La Constitution slovène accorde aux populations hongroises et italiennes un statut de minorité autochtone, qui leur accorde des sièges à l'Assemblée nationale. La plupart des autres groupes proviennent de la Yougoslavie qui ont immigré après la Seconde Guerre mondiale pour des raisons économiques. Les Slovènes sont principalement catholiques romains, bien que le pays comporte également un faible nombre de protestants, de chrétiens orthodoxes, de musulmans et de juifs. La langue slovène est une langue slave écrite à l'aide d'un alphabet latin.

### Les «effacés» ou «radiés»
Le 26 février 1992, 18 355 Yougoslaves résidant en Slovénie, soit près de 1 % des habitants, ont été effacés du registre national et transférés sur celui des étrangers, faute d'avoir rempli une demande d'obtention de la nationalité slovène dans les six mois exigés, souvent par manque d'information. 200 000 personnes étaient concernées. Les effacés ont perdu de nombreux droits politiques et sociaux attachés à la qualité de citoyen slovène. Un quart des effacés a arraché un "permis de séjour permanent" ; une loi votée en 1999 a réglé d'autres cas litigieux, mais l'essentiel du problème demeure. Ljubljana se montre inflexible, notamment sous la pression de l'extrême-droite locale, malgré une décision favorable en 2004 de la Cour suprême slovène. Une manifestation des effacés est organisée devant le Parlement européen à Bruxelles le 29 novembre 2006 et certains recours ont été déposés devant la Cour européenne des droits de l'Homme à Strasbourg.

## Immigration
| Nationalité                         | 2011      | 2015      | 2017      | 2018      | 2019      | 2020      | 2021      | 2022      |
| Population totale                   | 2 050 189 | 2 062 874 | 2 065 895 | 2 066 880 | 2 080 908 | 2 095 861 | 2 108 977 | 2 107 180 |
| ----------------------------------- | --------- | --------- | --------- | --------- | --------- | --------- | --------- | --------- |
| Slovénie                            | 1 967 443 | 1 961 342 | 1 951 457 | 1 945 005 | 1 942 715 | 1 939 510 | 1 940 326 | 1 934 738 |
| Population de nationalité étrangère | 82 746    | 101 532   | 114 438   | 121 875   | 138 193   | 156 351   | 168 651   | 172 442   |
| Bosnie-Herzégovine                  | 38 836    | 44 885    | 50 378    | 54 044    | 62 946    | 73 179    | 79 616    | 81 741    |
| Kosovo                              | 9 034     | 12 071    | 14 397    | 14 860    | 16 748    | 19 577    | 22 386    | 23 806    |
| Serbie                              | 7 561     | 9 730     | 10 632    | 11 832    | 14 020    | 16 243    | 17 257    | 16 897    |
| Macédoine du Nord                   | 8 817     | 10 105    | 10 835    | 11 346    | 12 329    | 13 324    | 14 048    | 14 077    |
| Croatie                             | 7 738     | 8 805     | 9 230     | 9 472     | 9 802     | 10 111    | 10 234    | 9 948     |
| Russie                              | 597       | 1 512     | 2 341     | 2 570     | 2 969     | 3 261     | 3 519     | 3 730     |
| Bulgarie                            | 1 084     | 2 453     | 2 853     | 3 153     | 3 409     | 3 597     | 3 281     | 3 148     |
| Italie                              | 870       | 1 595     | 2 062     | 2 226     | 2 416     | 2 509     | 2 766     | 2 914     |
| Ukraine                             | 1 219     | 1 501     | 1 898     | 2 030     | 2 202     | 2 284     | 2 397     | 2 434     |
| Chine                               | 877       | 1 004     | 1 082     | 1 118     | 1 206     | 1 322     | 1 382     | 1 294     |
| Allemagne                           |           |           |           |           |           | 923       | 984       | 1 045     |

| Pays de naissance                  | 2015      | 2017      | 2018      | 2019      | 2020      | 2021      | 2022      | 2023      |
| Population totale en Slovénie      | 2 062 874 | 2 065 895 | 2 066 880 | 2 080 908 | 2 095 861 | 2 108 977 | 2 107 180 | 2 116 972 |
| ---------------------------------- | --------- | --------- | --------- | --------- | --------- | --------- | --------- | --------- |
| Slovénie                           | 1 825 258 | 1 820 526 | 1 816 654 | 1 815 836 | 1 814 240 | 1 816 153 | 1 812 647 | 1 807 683 |
| Population totale née à l'étranger | 237 616   | 245 369   | 250 226   | 265 072   | 281 621   | 292 824   | 294 533   | 309 289   |
| Bosnie-Herzégovine                 | 100 880   | 104 738   | 107 676   | 116 420   | 126 375   | 132 579   | 133 778   | 138 471   |
| Croatie                            | 46 995    | 45 612    | 44 994    | 44 429    | 43 915    | 43 292    | 42 044    | 40 925    |
| Serbie                             | 27 073    | 24 601    | 25 372    | 27 401    | 29 513    | 30 248    | 29 678    | 30 186    |
| Kosovo                             | 11 952    | 16 723    | 17 050    | 18 655    | 21 137    | 23 691    | 24 914    | 27 801    |
| Macédoine du Nord                  | 15 637    | 16 507    | 17 128    | 18 243    | 19 261    | 19 824    | 19 860    | 20 667    |
| Ukraine                            | 1 803     | 2 347     | 2 495     | 2 677     | 2 791     | 2 914     | 2 989     | 8 674     |
| Allemagne                          | 7 586     | 7 361     | 7 255     | 7 326     | 7 329     | 7 627     | 7 689     | 7 718     |
| Russie                             | 2 082     | 2 780     | 3 009     | 3 407     | 3 705     | 3 962     | 4 170     | 4 906     |
| Italie                             | 3 646     | 4 027     | 4 136     | 4 302     | 4 319     | 4 597     | 4 671     | 4 375     |
| Monténégro                         | 2 843     | 3 362     | 3 344     | 3 378     | 3 414     | 3 428     | 3 439     | 3 477     |
| Autriche                           | 2 820     | 2 702     | 2 641     | 2 684     | 2 705     | 2 794     | 2 873     | 2 836     |
| Chine                              | 863       | 944       | 977       | 1 062     | 1 182     | 1 242     | 1 176     | 1 170     |
| France                             | 1 167     | 1 131     | 1 119     | 1 129     | 1 129     | 1 132     | 1 109     | 1 086     |
| Suisse                             |           |           |           |           |           |           | 1 035     | 1 057     |
| Bulgarie                           | 1 179     | 1 157     | 1 241     | 1 334     | 1 453     | 1 216     | 1 106     | 1 032     |

| Pays d'origine     | 2015  |
| ------------------ | ----- |
| Bosnie-Herzégovine | 741   |
| Macédoine          | 145   |
| Serbie             | 127   |
| Kosovo             | 80    |
| Autres             | 162   |
| Total              | 1.255 |

## Sources
1. ↑  Indicateurs du World-Factbook publié par la CIA.
2. ↑  Le taux de variation de la population 2018 correspond à la somme du solde naturel 2018 et du solde migratoire 2018 divisée par la population au 1er janvier 2018.
3. ↑  Indicateurs du World-Factbook publié par la CIA.
4. ↑  L'indicateur conjoncturel de fécondité (ICF) pour 2018 est la somme des taux de fécondité par âge observés en 2018. Cet indicateur peut être interprété comme le nombre moyen d'enfants qu'aurait une génération fictive de femmes qui connaîtrait, tout au long de leur vie féconde, les taux de fécondité par âge observés en 2018. Il est exprimé en nombre d’enfants par femme. C’est un indicateur synthétique des taux de fécondité par âge de 2018.
5. ↑  Indicateurs du World-Factbook publié par la CIA.
6. ↑   Le taux de natalité 2018 est le rapport du nombre de naissances vivantes en 2018 à la population totale moyenne de 2018.
7. ↑  Indicateurs du World-Factbook publié par la CIA.
8. ↑   Le taux de mortalité 2018 est le rapport du nombre de décès, au cours de 2018, à la population moyenne de 2018.
9. ↑  Indicateurs du World-Factbook publié par la CIA.
10. ↑  Le taux de mortalité infantile est le rapport entre le nombre d'enfants décédés à moins d'un an et l'ensemble des enfants nés vivants.
11. ↑  L'espérance de vie à la naissance en 2018 est égale à la durée de vie moyenne d'une génération fictive qui connaîtrait tout au long de son existence les conditions de mortalité par âge de 2018. C'est un indicateur synthétique des taux de mortalité par âge de 2018.
12. ↑  L'âge médian est l'âge qui divise la population en deux groupes numériquement égaux, la moitié est plus jeune et l'autre moitié est plus âgée.
13. 1 2  « Évolution de la population - Bilan démographique et taux bruts au niveau national », sur appsso.eurostat.ec.europa.eu (consulté le 1er décembre 2017).
14. ↑  « Indicateur conjoncturel de fécondité »(Archive.org • Wikiwix • Archive.is • Google • Que faire ?), sur ec.europa.eu (consulté le 1er décembre 2017).
15. ↑  « Population Projections Data »(Archive.org • Wikiwix • Archive.is • Google • Que faire ?), sur ec.europa.eu (consulté le 1er décembre 2017).
16. ↑  « Population au 1er Janvier par âge, sexe et type de projection », sur appsso.eurostat.ec.europa.eu (consulté le 1er décembre 2017).
17. ↑   http://www.idfa.nl/idfa_en_filmdescription.asp?filmid=18888 et Le Monde, 10 novembre 2006
18. ↑  « Podatkovna baza SiStat », sur stat.si (consulté le 12 avril 2023).
19. 1 2  (en) « Database - Eurostat », sur ec.europa.eu.